# Investeringsbank
Een investeringsbank ofwel zakenbank is een bank die bedrijven of overheden adviseert en begeleidt aangaande het aantrekken van geld door middel van het uitgeven en verkopen van obligaties of aandelen. Bovendien geven investeringsbanken advies over transacties zoals fusies en overnames en handelen ze in derivaten, obligaties, buitenlandse valuta, commodities en aandelen.

## Organisatorische structuur van een investeringsbank
De primaire taak van de bank is het kopen en verkopen van producten. Banken proberen hun winst te maximaliseren gegeven een bepaalde mate van risico op hun balans.

Een investeringsbank is verdeeld in de zogenaamde Front Office, Middle Office, en Back Office. 

#### Front Office
- Investment banking is het traditionele aspect van de investeringsbank en betreft het helpen van klanten in het aantrekken van geld in de kapitaalmarkt en het adviseren van fusies en overnames.

- Investment management is het professionele beheren van fondsen en verschillende securities zoals aandelen en obligaties maar ook vastgoed om winst te maken voor de klant, de investeerder. Deze investeerders kunnen instituten zijn zoals verzekeringsmaatschappijen of pensioenfondsen of het kunnen particuliere investeerders zijn. De Investment management tak van een investeringsbank wordt over het algemeen verdeeld in private wealth management en assetmanagement. Assetmanagement beheert het geld van institutionele beleggers terwijl private wealth management het geld van rijke particulieren beheert.
- Sales & Trading Traders kopen en verkopen producten met het doel om een klein beetje winst te maken op elke transactie. Sales is de term voor de afdeling van de investeringsbank die zich bezighoudt met het verkopen van ideeën en producten aan institutionele en particuliere beleggers. Sales communiceert de wensen van de klanten door aan de handelaren die de gewenste transacties uitvoeren.
- Structuring is een vrij nieuwe activiteit waarbij nieuwe complexe producten worden ontwikkeld. Het gaat hier om producten die worden afgeleid van eenvoudigere effecten en het zijn dus derivaten. De banken kunnen hier vaak meer aan verdienen dan aan reguliere effecten. Omdat deze activiteit erg complex is die vraagt om werknemers met een kwantitatieve wiskundige achtergrond, worden hier veel promovendi in de natuur- en wiskunde voor geworven, de zogenaamde quants.
- Merchant banking is de private-equitytak van een investeringsbank.

#### Middle Office
- Onderzoek is de afdeling die bedrijven en hun potentieel onderzoekt en aan de hand daarvan rapporten schrijft en "koop" of "verkoop" adviezen geeft. Alhoewel de onderzoeksafdeling zelf geen winst maakt, worden de rapporten en conclusies gebruikt door traders en verkopers in het adviseren van hun cliënten.
- Strategie is de afdeling die zowel externe als interne cliënten adviseert over strategieën in verschillende markten. Van derivatieven tot specifieke sectors plaatsen strategen bedrijven en sectors in een kwantitatief framework inachtneming van macroeconomische condities.
- Risk Management betreft het analyseren van marktrisico en kredietrisico dat traders op hun balans nemen in hun dagelijkse transacties en het zetten van limieten op de hoeveelheid kapitaal die traders mogen handelen om te voorkomen dat slechte deals een detrimenterend effect hebben op de hele bank.
- Finance is de afdeling verantwoordelijk voor het beheer van het kapitaal van de investeringsbank. Door het volgen en analyseren van de kapitaalstromen in het bedrijf is de Finance-afdeling een belangrijke adviseur aan het bestuur van het bedrijf in essentiële onderdelen zoals het beheer van de totale blootstelling van het bedrijf aan risico en de winstmogelijkheden van de verschillende afdelingen. In de Verenigde Staten en in het Verenigd Koninkrijk is een Financial Controller vaak een senior positie, vaak adviesgevend aan de Chief Financial Officer.
- De Compliance afdeling is verantwoordelijk voor de overeenstemming van de dagelijkse activiteiten van een bank met de voorgeschreven regulaties van de overheid en andere instanties.

#### Back Office
- Operations
- Technology

## Rol in kredietcrisis
Zakenbanken speelden een grote rol bij het ontstaan van de kredietcrisis. In de VS werd het merendeel van subprime hypotheken (oftewel ‘’slechte hypotheken’’) door de kredietverstrekkers doorgeleend aan zakenbankiers. Deze hebben deze vorderingen verpakt en herverpakt in complexe en ondoorzichtige financiële producten naar de beurs gebracht. Door middel van securitisatie werden activa met onderpand, zoals hypotheken, in pakketjes samengevoegd en tussen de financiële instellingen verhandeld. Dit geeft spreiding van risico’s maar ook onduidelijkheid waar de risico’s liggen en hoe groot die zijn.
Toen de subprime hypotheken niet konden worden afbetaald, bleken deze vorderingen minder waard te zijn. Voor de zakenbanken in de VS verdwenen de inkomsten uit securitisatie grotendeels. Andere inkomensbronnen konden dit niet opvangen. Lehman Brothers werd niet gered door de overheid en ging failliet. Andere zakenbanken in de VS ontvingen wel krediet van de overheid, maar Merrill Lynch en Bear Stearns werden overgenomen en Goldman Sachs en Morgan Stanley werden omgevormd tot ‘gewone’ banken.
Naar aanleiding van de kredietcrisis wordt gestudeerd op maatregelen die een herhaling kunnen voorkomen. Daarbij wordt onder andere gedacht aan het ingrijpen in de bonuscultuur bij de zakenbanken, verscherping van het toezicht op de banken en strengere kapitaalseisen.

## Grote investeringsbanken
Grote investeringsbanken zijn onder meer:
- JPMorgan Chase
- Bear Stearns (overgenomen door JPMorgan Chase)
- Deutsche Bank
- Citigroup
- Merrill Lynch
- Goldman Sachs
- Morgan Stanley
- Barclays
- HSBC
- UBS
- Credit Suisse
- Royal Bank of Scotland
- Lehman Brothers (failliet)
- BNP Paribas
- Société Générale
- Macquarie Group